# 열녀 진주정씨 정려
열녀 진주정씨 정려(烈女 晋州鄭氏 旌閭)는 세종특별자치시 부강면 노호리에 있는 정려이다. 2014년 9월 30일 세종특별자치시의 향토문화유산 제63호로 지정되었다.

## 개요
열녀 진주정씨 정려(烈女 晋州鄭氏 旌閭)는 조선시대 열녀 진주정씨(晋州鄭氏)의 효행(孝行)과 열행(烈行)을 세상에 널리 알려 칭찬하고 기억하기 위해 그녀의 후손들이 세운 정문(旌門)이다.
진주정씨는 보성오씨(寶城吳氏) 집안의 오상정(吳尙井, 1614~1651)과 혼인하였으나 얼마 지나지 않아 남편이 병이 들어 죽고 만다. 남편의 죽음을 슬퍼하며 자결하려 하였으나 주변사람들이 구해주었다고 한다. 그 후 살아계신 시부모를 지극정성으로 모시다가 두 집안의 부모님들이 모두 돌아가시자 장례를 치른 후 남편의 기일에 맞춰 순절(殉節)하였다.
진주정씨의 효열(孝烈)을 기리던 그녀의 10세 후손 오희진(吳熙瑨)이 일제강점기인 1934년에 정문을 세웠으며, 내부에는 ‘寶城吳公諱尙井 妻 孝烈夫人 晋州鄭氏之門(보성오공휘상정 처 효열부인 진주정씨지문)’이라는 현판과 조선 말기 문신(文臣)인 이재현(李載現)이 지은 정려기(旌閭記)가 걸려있다.